# 一方通行
一方通行（日語：アクセラレータ）是《魔法禁書目錄》的第二主角，科學側主角之一，也是其外传《一方通行》及《一方通行》的第一主角。
「一方通行」並非其本名，其本名不詳，唯從他口中得知，其姓氏有兩個字，名字有三個字，於作者草稿設定中曾以「鈴科百合子」作為女性登場，上条當麻也在原作第6集中猜想這名字是不是一方通行真正的名字。由於只有極少數人知道他的真實姓名，因此大部分的人都稱他為「一方通行」。

## 人物
一方通行的性別不明，作者說無法用三言兩語述說，但推測可能是男性。（目前小说已经确定为男性）
喜歡罐裝咖啡，每次發現中意的咖啡品牌就會每天不斷地喝，接著不到一個星期便喝膩，然後又去找其他品牌的咖啡，重複這樣的循環；除了咖啡外，他也喜歡吃肉，尤其是辣味炸雞，並聲稱「吃肉死掉也是一種幸福」。
一方通行似乎很注重時尚打扮，只要是喜歡的品牌就會經常光顧，身著的各款條紋服飾也是品牌貨，亦熟悉各種高檔女用化妝品和服飾。
一方通行經常到超市購物，但是平常沒有做料理的習慣，不過冰箱裡有一些他事先買好的冷凍食品以備不時之需。
在腦部受損前總是穿著黑底白條紋的短袖T恤，但在腦部受損後改換穿白底灰條紋的長袖T恤。
一方通行曾參與多項能力者開發計劃，因此拿到了不少的報酬。不過平時沒什麼花費，因此銀行戶口的存款是個天文數字。此外他亦擁有一定的電子技術和醫療救護知識。

### 性格
為了避免傷害他人，一方通行將「感情」封鎖在心中，表現出對他人的人生完全不感興趣的態度，某種程度上來說是一種消極地想要守護他人的表現，因此不會隨便與他人產生爭執。
雖然一方通行不會隨便與他人產生爭執，但是只要是視為敵人的對象，就會毫不留情地使用能力，而且作風大膽又殘忍。不會攻擊不抵抗的小孩，第一人稱為「咱」(俺)。
不過即使一方通行十分殘忍，但其實一方通行一次也沒有被作者明確寫明成功殺死敵人（除了克隆人），雖然一方通行曾說過自己殺過人。可是一方通行儘管把敵人打至動漫畫面黑屏，或者把敵人放在大型液壓機上，最終新聞報告也只會說出一方通行殺人未遂或被隊友救走。最多就是曾有人在一方通行面前吞槍自殺。無論怎樣，最終他們也是不會被一方通行直接殺死的（除了克隆人）。
在遇到最後之作後漸漸地會開始關心他人，更將最後之作當作自己的精神支柱。並誓言不會再傷害妹妹們，為守護最後之作和妹妹們的世界，不惜要與全世界為敵，之後為解救最後之作更是深入第三次世界大戰的中心。
一方通行自稱「無可救藥的惡徒」，將自己貶低為惡，其實只不過體現了他對善的強烈渴望而已。0930事件後選擇通過投身黑暗保護光明，因此加入暗部組織「集團（Group）」。第三次世界大戰中被上条當麻拳打一頓後，明白到自己即使成為「惡」的頂峰也不會有能力保護自己想保護的人和事物，因而放棄成為「惡徒」的執著。
愛華斯說他是三種英雄的其中一個「過去曾經犯過大錯，被那些罪行折磨之下仍試圖走上正途之人」。

### 外觀
由於一方通行從小就開始使用能力之故，因此他將紫外線等對身體不利的射線都進行了「反射」，自己只接受生存所必須程度的重力、氣壓、光線、氧氣、熱量、聲音波長等，導致他的身體缺乏色素，因此頭髮和皮膚都呈現白色，手腳也因為缺乏肌肉而顯得纖細，瞳孔也由於缺乏色素因而透出血液的顏色而接近鮮紅色。
由於能力過度使用，因此缺乏外部刺激而導致激素分泌異常，因此從外觀無法分辨他是男是女。

### 天賦
一方通行在能力开发后直接获得了等级五的超能力，并在學園都市僅僅只有7人的等級五超能力者中位居第一，意即他是學園都市最強的超能力者。他亦是學園都市中頭腦最優秀的學生，不僅初到俄羅斯就能流利地使用俄語，甚至能夠部分聽懂天使（包括艾華斯和神之力）的語言。他亦擁有極高的演算能力，其所操控的超能力都依靠此優秀的演算能力為基礎而發動。
原著中，一方通行在能力覺醒不久後就擁有隻身匹敵軍隊的實力，甚至能在核彈的爆炸中絲毫無損。但由於力量太過強大，導致他從小就和外界隔離，自小就讀學校的特設班級，班上只有他一個人。這也導致他非常渴望自己也能像其他人一樣擁有家人一般的存在。
現在似乎並沒有到學校上課，但他名義上在長點上機學園就讀。

## 劇情表現
一方通行由於能力太過強大，他為了不傷害他人，希望透過讓自己成為無敵，使沒有人想與他為敵，因此他參加了「絕對能力進化計劃」實驗。
本來實驗的內容是殺害128個「超電磁砲」就能變成「絕對能力者」，但由於超電磁砲只有1個，因此實驗改成只要他在2萬個戰場裡殺害2萬個御坂妹妹就能進化為最強的絕對能力者。
在實驗期間殺害了10031名的御坂妹妹，他在每一場實驗都試著要和御坂妹妹搭話，希望御坂妹妹們能夠阻止他的行為，但事與願違，因此一方通行的這種善意的想法最終使他瘋狂享受殺戮，漸漸扭曲了不想傷害他人的初衷。在8月21日由於被上条當麻擊敗，使得實驗終止而獲得解脫，並讓他重新審視自己存在的意義，其行為方式也產生了巨大變化。
8月31日，遇到了御坂妹妹中的上位個體「最後之作」，從芳川桔梗口中得知最終之作的腦中被放入電腦病毒一事，後來對最後之作的程式進行重組的過程中被天井亞雄槍擊而造成前額葉受損，失去了演算以及語言能力。之後在冥土追魂的幫助下能夠連接「御坂網路」，使他能夠藉助近1萬名御坂妹妹的運算來使用能力。
9月14日 - 樹狀圖設計者殘骸篇，因得知「樹形圖設計者」的核心碎片「殘骸」被回收一事而擅自離開醫院。不但將「殘骸」徹底破壞殆盡，還重傷了結標淡希。

9月某日，在大霸星祭前夕，被大霸星祭的管理層邀請以第1位超能力者的身份參與開幕儀式的宣誓活動，但因交涉人員曾經為「絕對能力進化計劃」實驗的相關人士而把對方打成重傷，被大霸星祭的管理層視為拒絕出席。
9月20日，在陪伴最後之作玩耍時，御坂網路被木原幻生的病毒入侵，包括最後之作在內的妹妹們全都失去意識，一方通行也因失去語言及活動能力而無法正常活動。
9月30日 - 0930事件篇，和芳川桔梗與最終之作一起出院並入住黃泉川愛穗的四居室公寓。之後尋找離開公寓四處遊玩的最終之作期間，巧遇茵蒂克絲。找到最終之作後，在她與返回公寓期間被木原數多所率領的獵犬部隊襲擊，被木原數多擊敗。為了拯救被抓的最終之作，不但襲擊統括理事會成員湯瑪斯‧普拉提納柏格以獲得相關情報，而且在殺死獵犬部隊成員時被警備員目睹而遭到通緝。在與木原數多交戰時，頸項電池的電力耗盡而無法使用，一直遭受重創，之後失控使用「黑翼」把木原數多以數十倍音速轟飛，使他屍骨無存。事件結束後，接受暗部組織「Group」的邀請，以消除通緝和代替他支付獵犬部隊及相關事物的賠償費用作為條件加入組織。
在首次執行Group的任務時，與無能力者武裝集團「Skill Out」的首領·駒場利德交戰並殺死對方，駒場利德死前告知了一方通行「學園都市存在著以獵殺無能力者為樂的能力者」的情報，事後一方通行撿走了駒場利德的手機，並向Group的成員結標淡希表示要「加班」。在晚上偶遇酒後的御坂美鈴而遭遇到她的毒手攻擊，其後從Group的上司那得知御坂美鈴的身份和學園都市高層追殺她的理由。之後因拒絕接受殺死御坂美鈴的任務，使上司啟動干擾電波控制電極以免一方通行使用能力。一方通行決定拯救御坂美鈴，並暗中以槍械支援拯救御坂美鈴的上条當麻。
第三次世界大戰篇，在俄羅斯中偶然奪得記載魔法法則的「羊皮紙」，之後遇到了學園都市高層企圖抹殺一方通行而開啟「第三次複製人計劃」，製造出的新的御坂妹妹，代號「番外個體」。番外個體只以「消滅一方通行」為目的，並利用一方通行「不想再對妹妹們出手」的心理，給予一方通行的精神極大的傷害，同時體內植有避免最後之作的強制命令的晶片。
最後番外個體被發動能力的一方通行打成重傷，右手被打至骨折。雖然事後一方通行使用能力為她療傷，但自己傷害妹妹們的事實使一方通行精神崩潰而失控。之後被巧遇的上条當麻痛打一頓，並與最後之作和番外個體一起被送往艾莉莎莉娜獨立國同盟。之後分別與艾莉莎莉娜獨立國同盟和番外個體達成協議，並參與了第三次世界大戰，從而收集解讀「羊皮紙」的所需情報而與風斬冰華一起對抗「神之力」（加百列）。
第三次世界大戰期間在俄羅斯接觸到了魔法，感知不同於超能力的「不可思議的法則」的存在，在解析了「不可思議的法則」和「羊皮紙」後通過詠唱茵蒂克絲的「歌」（魔法）解救了最後之作。
第三次世界大戰後帶著最後之作與番外個體「凱旋」回歸學園都市，並脅迫學園都市解散暗部組織。
11月5日，在與番外個體一起幫黃泉川愛穗買菜時，發現本應解散的暗部再次行動，而且為保護芙蕾梅亞·塞維倫而與濱面仕上一起對抗學園都市暗部「新生」。之後兩人與上条當麻和魔法結社「黎明晨光」首領蕾薇妮雅·柏德蔚相遇，並從後者得知魔法的相關情報。
11月10日 - 美國夏威夷篇，在魔法結社「黎明晨光」首領蕾薇妮雅·柏德蔚的帶領下，與上条當麻、御坂美琴、濱面仕上、番外個體和黑夜海鳥一起去到夏威夷，追討魔法結社「搗蛋鬼」。
一端覽祭篇中，垣根帝督在木原唯一的慫恿下以未元物質體的形態再次出現對抗一方通行，一度被逼入絕路，隨後與麥野沉利聯手對抗垣根帝督。事件結束後，與借用最後之作的身軀的整體意識進行對話。
人力資源計劃篇中，與除了垣根帝督以外的其他5名超能力者一起對抗失控的「英雄」們，為上条提供支援。
11月某日 - 北歐魔神篇，世界恢復後接受學園都市委託，成為首個討伐上条當麻與歐提努斯的人並故意被擊暈。回過神來，上条當麻與歐提努斯都已逃走，其後與借用妹妹們身體的整體意識交流，雙方都認為若其他超能力者迎擊，上条很大機會不敵，因此為了產生「第1位被擊敗」的假象，令學園都市猶豫派不派出其他超能力者而主動出擊。整體意識指出一方通行與上条之間的差別：「他是把我們當成正常人看，而你是把我們當成善良的化身來看。」後離去，並以暫時失去意識的妹妹們拖延一方通行，以避免一方通行繼續追擊上条。
12月4日，遇到「絕滅犯」去鳴並遭到對方的挑撥，在追殺去鳴時遇到上条當麻與上里勢力，使去鳴能於混亂中帶著上条當麻成功逃脱。
之後，一方通行自願入獄，徒刑為11000年，安娜於創約第二卷末尋找到一方通行。

## 能力與招式
一方通行的能力為「一方通行」，這個稱號是自己申請的，念成Accelerator（加速器）是因為他知道自身真正的價值為其媲美粒子加速器的計算力。他對亞雷斯塔的計畫似乎有重要的價值。
在8月31日為了要消除最後之作腦內的病毒，被天井亞雄開槍射中額頭因而造成前額葉受損，失去了演算以及語言能力，他最自豪的「向量操作」也因為無法進行運算而無法使用。
之後在冥土追魂的幫助下，在脖子上加裝了項圈型的黑色電極。這項電極能夠連接「御坂網路」，使他能夠借助近1萬名御坂妹妹的運算來使用能力，受限於接續電極的電池壽命，能力使用時間只有15分鐘左右；不過在加入暗部組織「集團（Group）」後，電極因為得到集團的技術部改進，使電池壽命提升至30分鐘，而且電池可以利用充電裝置來補充電源；但學園都市上層為防止一方通行背叛，亦在其電極上動了手腳，使其可以被「遠距離操縱電波」干擾，直到10月17日一方通行獲得了「遠距離操縱電波」的樣本，對其頻率進行了嚴密的分析，並使用拐杖上的裝備逆運算出能夠精密干擾那個頻率的干擾電波為止。為了節省項圈的電源，一方通行在不使用「向量操作」戰鬥時，會手持手槍為武器戰鬥。

### 能力
一方通行的能力是「一方通行」（Vector Control），只要是接觸到自己的皮膚的，不管是動能、熱能、電能等任何所有能量，其方向都能受到一方通行的操控。他可以在自己的計算能力範圍内改變一切已知的能量的方向。
一方通行只要使用一點點力量就能產生絕大的破壞力，例如將腳上的力量方向集中於一點就能像砲彈一樣向前暴衝（無招式名稱）。
這項能力一方通行主要多用於攻擊，甚至光靠觸摸就可以殺死對手，例如讓對手血液逆流，但並非只有如此狹隘的使用方式。他可以藉此讀取人體中流動的血液和電子信號方向，以調查對手是否處於健康狀態。
一方通行可操作之向量（如熱能由較熱處流到較冷處），因此也能操作「能量的方向」。

### 各招式
- 「反射」

將接觸到自己皮膚外數公分地方的任何能量運行的方向進行反向操作，任何動能、化學能、電能、核能、磁能都行。但若一方通行真的「反射了所有能量」，那麼他將會因重力的反射而被丟到大氣圈外。
除了不反射重力，若是反射可見光，那麼一方通行在別人的眼中看起來會是全身發出光芒的不明物體。因此他除了這兩種向量外，其餘的能量他都會通通反射。另外，除了皮膚外數公分地方能夠反射之外，連身體內部也能夠反射。因此理論上包括麻醉氣體、瓦斯、生化武器都對他沒有用。
按照樹形圖設計者的運算，理論上核武器也沒辦法傷他分毫。但實際上他自己知道由於核武器的爆炸會消耗氧氣，因此會在他周圍產生真空而導致他窒息，因此他也有想過在身邊帶著壓縮過的氧氣罐來應付戰鬥。此外，「反射」可以在毫無意識的情況下執行，因此「反射」即使在睡眠中也可以不中斷。有時他為了更好入睡，將聲音也列為「反射」的對象，任何外界刺激都無法將一方通行叫醒，直到他想起床為止；但在8月31日因腦部受損而失去演算以及語言能力後，只有開啟項圈電極的開關才能使用反射。
- 「操縱」

藉由向量控制來改變人體內神經的電流信號或血液流動的方向。在8月31日，為了要消除最後之作腦內的病毒而改變她腦內神經的電流信號來消除病毒，但消除病毒需要高度集中力，所以不能同時使用「反射」。
- 「傷口恢復」

首度出現於原作第8集的應用招式。藉由向量控制來改變自身組織內神經的電流信號的方向，藉此來促進傷口的癒合，減少傷口恢復需要的時間。但一方通行在原作第8集曾說過這招還是有使用限制，這招也沒辦法完全修復他頭蓋骨的裂痕。這招甚至能夠以同樣的方法來促使毛髮生長，讓一方通行能夠在數天內就能將頭髮生長到能夠遮住頭蓋骨手術後的痕跡。
- 「狂風之槍」

首度出現於原作第3集的招式，集中氣流產生一個不斷高速流竄的大氣團，其大氣團內的風速可達一百二十公尺，若是直接撞擊任何物體，就跟被汽車撞飛沒兩樣。雖然這招威力強大，但必須適時變換「反射」的力，並且要有渾沌理論在內的複雜計算。但要操控全世界的風是不可能的，只能勉強操縱學園都市裡的風向。只要對大氣有所擾亂這招就無法完成。
這招是一方通行對付上条當麻時臨時想出來的，而且當時還只是未完成的威力。理論上風是沒有顏色的，但在動畫版第一季一方通行使用這招時，顯現出的「狂風之槍」是藍白色的。
- 「電漿體」（Plasma）

首度出現於原作第3集的招式。這招為「狂風之槍」的運用，被大量壓縮的氣流團會產生出宛如焊槍前端般的耀眼白色光芒，成為攝氏超過一萬度的高熱球體。其原理為空氣經過壓縮之後，會產生熱能。同時周圍空氣中的「原子」強制分解為「陽離子」與「電子」，形成所謂的電漿。
起始是小小的一個光點，在周圍的空氣吸入，膨脹至直徑二十公尺的大小。其高溫的外圍熱浪，足以讓人的皮膚產生如燙傷般的灼熱感。
- 「龍捲風之翼」

首度出現於原作第8集的招式。在對付結標淡希時使用。將風向量控制旋轉、壓縮並集中於背上的一點，背後形成四道強力的小型龍捲風。形成的龍捲風能夠增加向上的浮力，也就是說能夠產生飛行的作用。龍捲風之翼的最高飛行時速可達到750公里以上，連戰鬥機和學園都市驅動鎧都追的上。

### AIM力場特殊運用
- 黑之翼

首度出現於原作第14集的招式。「0930事件」中（原作13集）與木原數多對決的最後，陷入絕境的一方通行從背後湧出一對像有機物一樣的黑色翅膀，有著本質未知的巨大破壞力。翅膀全長可達100米以上，其本質未知。當一方通行每次使用黑翼時都是在他暴怒之下所使用的。
茵蒂克絲認為黑翼是天使之力的一種，而木原認為是AIM力場所形成的，這也從亞雷斯塔與冥土追魂的對話得到側面證實。之後艾華斯明確指出一方通行的「黑翼」是處於歐西里斯（古埃及的一位冥王）時代的力量。
雖然黑色翅膀擁有強大的威力，但跟愛華斯的羽翼相較之下，卻單純的像揮舞沉重的木棒進行攻擊。愛華斯的羽翼則像以高度技術徹底鍛造出來的鋒利名劍。
這一招式已經被白翼所取代。
- 白之翼

首度出現於原作第22集的招式。第三次世界大戰尾聲，因為最後之作對自己的擔心的話語，一方通行露出了會心的微笑，黑翼在碎裂聲中變為白翼，並且在頭上出現白色的光環。
展開了的白色翅膀有100多米長，並不是藉助風力而是將某種未知的力量轉變成浮力。沒有向地面施加任何力量，一瞬間一方通行就像砲彈一樣飛上了3,000多米的高空。之後在8,000米的高空猛烈撞擊了可以毀滅歐亞大陸的天使之力。
在新約第十卷中，為了追捕逃跑的上條當麻和歐提努斯，在丹麥使出白翼，令上條當麻一度處於弱勢，但最後被當麻以右手擊中心臟而昏倒。
目前已确认黑翼和白翼皆来自亚雷斯塔。

### 魔法
第三次世界大戰期間一方通行在俄羅斯接觸到了魔法，感知不同於超能力的「不可思議的法則」的存在。在解析了「不可思議的法則」和「羊皮紙」後通過詠唱茵蒂克絲的「歌」（魔法）解救了最後之作。

## 人气排名
一方通行為「這本輕小說真厲害！2011年」人氣男性角色排名第二位。
- 「這本輕小說真厲害！2012年」人氣男性角色排名第四位。[7]
- 「這本輕小說真厲害！2013年」人氣男性角色排名第三位。[8]
- 「這本輕小說真厲害！2014年」人氣男性角色排名第四位。[9]
- 「這本輕小說真厲害！2015年」人氣男性角色排名第四位。[10]
- 「這本輕小說真厲害！2016年」人氣男性角色排名第四位。

## 腳註
1. ↑  動畫第一季第20集
2. ↑  原作第十二卷中提及曾就讀「霧丘附屬」（疑似霧丘女子中學的附屬機制），無法排除為女性的可能，但在動畫版火車調度場與10032的御坂妹妹搭話時有畫出喉結，且動畫版中明顯偏向男性，由男性聲優岡本信彥配音。

另一人：動畫版似是有把一方通行過於男性化，一切以原作（小說）為準。
3. ↑  某科學的超電磁炮漫畫第38話
4. ↑  日文的「一方通行」指的是「單行道」，跟向量控制到一個方向非常相似，因此他得到了這個稱號。
5. ↑  跟幻想殺手一樣不屬於魔法跟科學。
6. ↑  . 寶島社. 2010年11月. ISBN 978-4-7966-7963-3.
7. ↑  . 寶島社. 2011年11月. ISBN 978-4-7966-8716-4.
8. ↑  . 寶島社. 2012年11月. ISBN 978-4-8002-0357-1.
9. ↑  . 寶島社. 2013年11月. ISBN 978-4-8002-1954-1.
10. ↑  . 寶島社. 2014年11月. ISBN 978-4-8002-3373-8.